# Dalymount Park
Il Dalymount Park è uno stadio di Dublino avente una capienza di 12200 spettatori attualmente ridotta a 7955.
Soprannominato Dalyer, ospita le partite casalinghe del Bohemians, squadra militante in League of Ireland Premier Division.

## Storia
Lo stadio è stato inaugurato nel 1901.
Ha ospitato la prima partita in data 7 settembre 1901 di fronte a 5.000 spettatori: l'incontro in questione è Bohemians contro Shelbourne terminato 4-2 per i padroni di casa. Il primo gol segnato su questo terreno fu firmato dall'irlandese Harold Sloan, centravanti del Bohemians, nella partita sopra citata.
Tra il 1904 e il 1990 questo impianto ha ospitato molte partite della Nazionale irlandese che in questo stadio ha giocato 84 incontri. Già dagli anni settanta è stato sostituito prima parzialmente e poi definitivamente dal Lansdowne Road per motivi di capienza. L'affluenza record (circa 48.000 spettatori) si è registrata il 19 maggio 1957 in una partita contro l'Inghilterra, valida per la qualificazione al campionato del mondo 1958 e terminata 1-1.
Attualmente lo stadio viene utilizzato dal Bohemians, squadra undici volte campione d'Irlanda. La capacità originaria dell'impianto è di 12200 persone; dopo la ristrutturazione del 1999, la capacità dello stadio è stata ridotta a 7955 posti. La media spettatori per le gare interne del Bohemians è di circa 2500 persone.
Lo stadio ha ospitato l'edizione 2015 dello Shamrock Bowl, finale del campionato irlandese di football americano, vinto dai Belfast Trojans sul Trinity College per 28-14.

## Partite giocate dall'Irlanda in questo stadio
*Nel risultato la prima cifra è riferita all'Irlanda (dato che sono partite casalinghe).
| Data       | Competizione           | Avversario       | Risultato |
| ---------- | ---------------------- | ---------------- | --------- |
| 26/4/1904  | Torneo Interbritannico | Scozia           | 1–1       |
| 17/3/1906  | Torneo Interbritannico | Scozia           | 0–1       |
| 14/3/1908  | Torneo Interbritannico | Scozia           | 0–5       |
| 10/2/1912  | Torneo Interbritannico | Inghilterra      | 1–6       |
| 15/3/1913  | Torneo Interbritannico | Scozia           | 1-2       |
| 14/6/1924  | Amichevole             | Stati Uniti      | 3–1       |
| 20/4/1929  | Amichevole             | Belgio           | 4–0       |
| 13/12/1931 | Amichevole             | Spagna           | 0–5       |
| 25/2/1934  | Q. Mondiali 1934       | Belgio           | 4–4       |
| 16/12/1934 | Amichevole             | Ungheria         | 2–4       |
| 8/12/1935  | Amichevole             | Paesi Bassi      | 3–5       |
| 17/3/1936  | Amichevole             | Svizzera         | 1–0       |
| 17/10/1936 | Amichevole             | Germania         | 5–2       |
| 6/12/1936  | Amichevole             | Ungheria         | 2–3       |
| 7/12/1937  | Q. Mondiali 1938       | Norvegia         | 3–3       |
| 18/9/1938  | Amichevole             | Svizzera         | 4–0       |
| 13/11/1938 | Amichevole             | Polonia          | 3–2       |
| 30/6/1946  | Amichevole             | Inghilterra      | 0–1       |
| 2/3/1947   | Amichevole             | Spagna           | 3–2       |
| 14/5/1947  | Amichevole             | Portogallo       | 0–2       |
| 5/12/1948  | Amichevole             | Svizzera         | 0–1       |
| 24/4/1949  | Amichevole             | Belgio           | 0–2       |
| 22/5/1949  | Amichevole             | Portogallo       | 1–0       |
| 12/6/1949  | Amichevole             | Spagna           | 1–4       |
| 8/9/1949   | Amichevole             | Finlandia        | 3–0       |
| 13/11/1949 | Amichevole             | Svezia           | 1–3       |
| 26/11/1950 | Amichevole             | Norvegia         | 2–2       |
| 13/5/1951  | Amichevole             | Argentina        | 0–1       |
| 17/10/1951 | Amichevole             | Germania Ovest   | 3–2       |
| 16/11/1952 | Q. Mondiali 1954       | Francia          | 3–5       |
| 28/10/1953 | Q. Mondiali 1954       | Lussemburgo      | 4–0       |
| 7/11/1954  | Amichevole             | Norvegia         | 2–1       |
| 19/10/1955 | Amichevole             | Jugoslavia       | 1–4       |
| 27/11/1955 | Amichevole             | Spagna           | 2–2       |
| 3/10/1956  | Q. Mondiali 1958       | Danimarca        | 2–1       |
| 25/11/1956 | Amichevole             | Germania Ovest   | 3–0       |
| 19/5/1957  | Q. Mondiali 1958       | Inghilterra      | 1–1       |
| 5/10/1958  | Amichevole             | Polonia          | 2–2       |
| 5/4/1959   | Q. Euro 1960           | Cecoslovacchia   | 2–0       |
| 1/11/1959  | Amichevole             | Svezia           | 3–2       |
| 30/3/1960  | Amichevole             | Cile             | 2–0       |
| 28/9/1960  | Amichevole             | Galles           | 2–3       |
| 6/11/1960  | Amichevole             | Norvegia         | 3–1       |
| 7/5/1961   | Q. Mondiali 1962       | Scozia           | 0–3       |
| 8/10/1961  | Q. Mondiali 1962       | Cecoslovacchia   | 1–3       |
| 8/4/1962   | Amichevole             | Austria          | 2–3       |
| 12/8/1962  | Q. Euro 1964           | Islanda          | 4–2       |
| 9/6/1963   | Amichevole             | Scozia           | 1–0       |
| 13/10/1963 | Europeo 1964 (ottavi)  | Austria          | 3–2       |
| 8/4/1964   | Europeo 1964 (quarti)  | Spagna           | 0–2       |
| 24/5/1964  | Amichevole             | Inghilterra      | 1–3       |
| 25/10/1964 | Amichevole             | Polonia          | 3–2       |
| 24/4/1965  | Amichevole             | Belgio           | 0–2       |
| 5/5/1965   | Q. Mondiali 1966       | Spagna           | 1–0       |
| 4/5/1966   | Amichevole             | Germania Ovest   | 0–4       |
| 23/10/1966 | Q. Euro 1968           | Spagna           | 0–0       |
| 16/11/1966 | Q. Euro 1968           | Turchia          | 2–1       |
| 21/5/1967  | Q. Euro 1968           | Cecoslovacchia   | 0–2       |
| 15/5/1968  | Amichevole             | Polonia          | 2–2       |
| 10/11/1968 | Amichevole             | Austria          | 2–2       |
| 4/12/1968  | Q. Mondiali 1970       | Danimarca        | 1-1       |
| 4/5/1969   | Q. Mondiali 1970       | Cecoslovacchia   | 1–2       |
| 8/6/1969   | Q. Mondiali 1970       | Ungheria         | 1–2       |
| 21/9/1969  | Amichevole             | Scozia           | 1–1       |
| 15/10/1969 | Q. Mondiali 1970       | Danimarca        | 1–1       |
| 23/9/1970  | Amichevole             | Polonia          | 0–2       |
| 14/10/1970 | Q. Euro 1972           | Svezia           | 1–1       |
| 30/5/1971  | Q. Euro 1972           | Austria          | 1–4       |
| 15/11/1972 | Q. Mondiali 1974       | Francia          | 2–1       |
| 21/10/1973 | Amichevole             | Polonia          | 1–0       |
| 30/10/1974 | Q. Euro 1976           | Unione Sovietica | 3–0       |
| 11/3/1975  | Amichevole             | Germania Ovest   | 1–0       |
| 29/10/1975 | Q. Euro 1976           | Turchia          | 4–0       |
| 24/3/1976  | Amichevole             | Norvegia         | 3–0       |
| 24/4/1977  | Amichevole             | Polonia          | 0–0       |
| 29/10/1979 | Amichevole             | Stati Uniti      | 3–2       |
| 12/10/1983 | Q. Euro 1984           | Paesi Bassi      | 2–3       |
| 16/11/1983 | Q. Euro 1984           | Malta            | 8–0       |
| 23/5/1984  | Amichevole             | Polonia          | 0–0       |
| 8/8/1984   | Amichevole             | Messico          | 0–0       |
| 5/2/1985   | Amichevole             | Italia           | 1–2       |
| 10/11/1987 | Amichevole             | Israele          | 5–0       |
| 7/2/1989   | Amichevole             | Francia          | 0–0       |
| 12/9/1990  | Amichevole             | Marocco          | 1–0       |